# Nigel Gresley
Herbert Nigel Gresley, né le 19 juin 1876 à Édimbourg en Écosse et mort le 5 avril 1941 à Watton-at-Stone dans le Hertfordshire, fut l'un des plus célèbres ingénieurs vaporistes britanniques. 

## Biographie
Herbert Nigel Gresley, né le 19 juin 1876 à Édimbourg, grandit à Netherseal en Angleterre. Il fit ses études secondaires à Marlborough College. Il grimpa un à un tous les échelons au sein de la London and North Eastern Railway (LNER), et termina sa carrière comme ingénieur en chef de la compagnie. 
Il est le concepteur de nombreuses locomotives anglaises célèbres, dont les Pacific Classe A4. L'une d'elles, la Mallard 4468, battit le record de vitesse de locomotive à vapeur en 1938. La Sir Nigel Gresley 4498 fut nommée d'après lui.
Il est fait chevalier le 17 juillet 1936, une des rares personnalités à être anoblies par le roi Edward VIII.